# Niclas Ekberg
Niclas Ekberg (ur. 23 grudnia 1988 w Ystad) – szwedzki piłkarz ręczny, skrzydłowy, reprezentant Szwecji, grający na pozycji skrzydłowego.
W Mistrzostwa Świata w Piłce Ręcznej Mężczyzn 2011 roku wraz z reprezentacją Szwecji zdobył czwarte miejsce przegrywając w meczu o podium z Hiszpanią.
Wicemistrz olimpijski 2012.
Od sezonu 2012/13 występuje w Bundeslidze, w drużynie THW Kiel.

## Sukcesy

### reprezentacyjne
Igrzyska Olimpijskie:
- 2012

Mistrzostwa Europy:
- 2022
- 2018

### klubowe
Liga Mistrzów:
- 2019/2020
- 2021/2022

Puchar EHF:
- 2012/2013, 2018/2019

Puchar IHF:
- 2019

Mistrzostwa Danii:
- 2011, 2012

Puchar Danii:
- 2010, 2012

Mistrzostwa Niemiec:
- 2019/2020, 2020/2021
- 2013/2014, 2014/2015
- 2012/2013, 2015/2016, 2016/2017

Puchar Niemiec:
- 2017, 2019

Superpuchar Niemiec:
- 2020, 2021

## Nagrody indywidualne
- Igrzyska Olimpijskie:
  - najlepszy strzelec Igrzysk Olimpijskich 2012

## Wyróżnienia
- Wybrany do najlepszej siódemki szwedzkiej ligi w sezonie 2008/2009.
- Wybrany do najlepszej siódemki duńskiej ligi w sezonie 2010/2011.
- Wybrany do najlepszej siódemki świata 2012 roku według magazynu "L'Équipe".